# Bula (Guinea Bissau)
Bula és una vila i un sector de Guinea Bissau, situat a la regió de Cacheu. Té una superfície 746 kilòmetres quadrats. En 2008 comptava amb una població de 29.733 habitants.